# Hormizd III

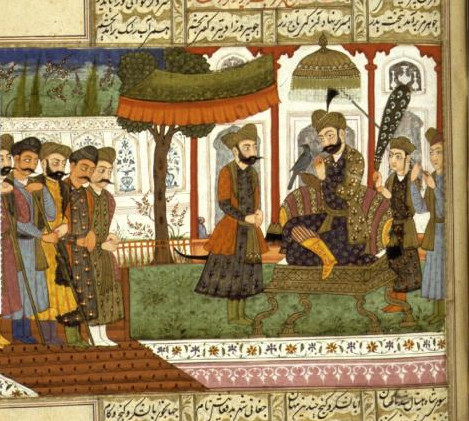
Cảnh Hozmind III đăng quang thành shah của Iran.

Hormizd III, quốc vương Sassanid thứ 16 của Ba Tư, con của Yazdegerd II (438-457) và kế vị vua cha năm 457.

## Tiểu sử
Hormizd III luôn luôn chiến đấu chống những người anh em của ông cũng như người Ephthalites ở Bactria, cho đến năm 459 thì bị giết hại bởi anh trai là Peroz I (457-484).